# CS Visé
CS Visé was een Belgische voetbalclub uit Wezet (Visé). De club werd in Vlaanderen soms ook Wezet genoemd, naar de Vlaamse naam voor de stad. Visé was aangesloten bij de KBVB met stamnummer 369 en had blauw-witte kleuren. In de tweede helft van de jaren 90 maakte de club opgang en speelde toen voor het eerst enkele seizoen in Tweede Klasse.

## Geschiedenis
De club werd opgericht in 1924 als Cercle Sportif Visétois en sloot aan bij de Belgische Voetbalbond, later kreeg de club de koninklijke titel en werd RCS Visétois. Visé speelde verschillende jaren in de provinciale afdelingen, tot de club in 1948 voor het eerst de nationale bevorderingsreeksen bereikte. In 1950 zakte Visé echter weer. De club zou nog enkele malen de nationale Vierde Klasse bereiken, maar telkens voor korte perioden, namelijk van 1964 tot 1966, van 1971 tot 1975. Van 1980 tot 1989 kon Visé zich langere tijd handhaven in Vierde Klasse.
Op het eind van de jaren 80 was Visé echter weer in de provinciale reeksen beland. In 1992 kon de club voor één seizoen terugkeren in Bevordering, maar zakte weer. In 1994 promoveerde Visé echter opnieuw naar Bevordering en dit keer zou de club in enkele jaren tijd verder opklimmen. In 1996 speelde de club kampioen in Vierde Klasse en promoveerde zo naar Derde Klasse. Twee seizoenen later, in 1998, werd Visétois daar tweede in zijn reeks. De club mocht deelnemen aan de eindronde, bereikte daar de finale, en won die met 2-1 van KSV Ingelmunster. De club promoveerde zo naar Tweede Klasse.In 1999 werd een nieuw stadion in gebruik genomen, het Stade de la Cité de l'Oie.
Het eerste verblijf in Tweede duurde slechts twee seizoen, in 2000 zakte de club opnieuw. In 2000/01 werd Visé vierde in zijn Derde Klasse B en mocht opnieuw aan de eindronde deelnemen. De club bereikte opnieuw de finale, maar verloor deze echter van KV Kortrijk. Normaalgezien moest KV Kortrijk echter omwille van financieel bankroet van Derde naar Vierde Klasse degraderen; de winst in de eindronde betekende echter dat Kortrijk als het ware onmiddellijk weer promoveerde, wat netto neer kwam op behoud in Derde Klasse voor deze club. De vrije promotieplaats naar Tweede Klasse kwam op deze manier in handen van Visétois, als verliezend finalist. In 2003 kwam de club slechts enkele punten tekort voor de eindronde in Tweede. In 2004 werd de naam tot CS Visé gewijzigd. Ook in seizoen 2004/05 maakte Visé kans op de eindronde. Visé stond weliswaar in de staart van de rangschikking, maar op de voorlaatste speeldag stond de ploeg tweede in de rangschikking van de derde periode, op twee punten van toekomstig kampioen SV Zulte Waregem. Een winst van Visé en een nederlaag van Zulte-Waregem op de laatste speeldag kon Visé nog een stek in de eindronde geven. Visé verloor echter met 0-1 van KFC Dessel Sport en miste zo de periodetitel en de eindronde. Meer nog, de club werd in de eindstand gepasseerd door Dessel, belandde op de 16de plaats en moest een andere eindronde spelen, namelijk die om zich in Tweede te behouden. Visé verloor de finale van die eindronde in de verlengingen van Oud-Heverlee Leuven en zakte opnieuw naar Derde Klasse. In het seizoen 2009/10 werd Visé kampioen in de Derde Klasse B en promoveerde opnieuw naar Tweede Klasse.
In 2011 kwam Wezet voor een deel in handen van de Indonesische familie Bakrie, die met de ploeg zo snel mogelijk wil promoveren naar eerste klasse. De Zwitser Vittorio Bevilacqua werd aangesteld tot nieuwe trainer, maar werd na een week al vervangen door Marc Grosjean. Toen de resultaten uitbleven werd ook Grosjean op 19 september 2011 op de keien gezet. Hij werd opgevolgd door de Italiaan Loris Dominissini.
In mei 2014 werden de Indonesische investeerders afgelost door investeerders uit Engeland en België. De voormalige Engelse international Terry Fenwick werd de nieuwe trainer. Op 28 oktober 2014 werd de nv achter de club failliet verklaard. Verschillende betaalde spelers en stafleden kwamen zo vrij, maar de club zette onder een curator het seizoen gewoon verder met onder meer jeugdspelers. In juni 2015 deelde de curator aan de KBVB mee dat er geen enkele betrouwbare oplossing werd gevonden om de club weer gezond te maken: het stamnummer 369 werd vervolgens definitief geschrapt.

## Resultaten
| Seizoen | Klasse | Klasse | Klasse | Klasse | Klasse | Reeks                                     | Punten                                    | Opmerkingen                                                               |                                           |  |
|         | I      | I      | II     | III    | P.II   |                                           |                                           |                                                                           |                                           |  |
| ------- | ------ | ------ | ------ | ------ | ------ | ----------------------------------------- | ----------------------------------------- | ------------------------------------------------------------------------- | ----------------------------------------- |  |
| 1948/49 |        |        | 11     |        |        | Bevordering C                             | 27                                        |                                                                           |                                           |  |
| 1949/50 |        |        | 16     |        |        | Bevordering C                             | 11                                        |                                                                           |                                           |  |
| 1950/51 |        |        |        | ?      |        | Prov. reeks Luik                          | ?                                         |                                                                           |                                           |  |
| 1951/52 |        |        |        | ?      |        | Prov. reeks Luik                          | ?                                         |                                                                           |                                           |  |
|         | I      | II     | III    | IV     | P.I    | Vanaf 1952/53 zijn er 4 nationale niveaus | Vanaf 1952/53 zijn er 4 nationale niveaus | Vanaf 1952/53 zijn er 4 nationale niveaus                                 | Vanaf 1952/53 zijn er 4 nationale niveaus |  |
| 1952/53 |        |        |        |        | ?      | Prov. reeks Luik                          | ?                                         |                                                                           |                                           |  |
| 1953/54 |        |        |        |        | ?      | Prov. reeks Luik                          | ?                                         |                                                                           |                                           |  |
| 1954/55 |        |        |        |        | ?      | Prov. reeks Luik                          | ?                                         |                                                                           |                                           |  |
| 1955/56 |        |        |        |        | ?      | Prov. reeks Luik                          | ?                                         |                                                                           |                                           |  |
| 1956/57 |        |        |        |        | ?      | Prov. reeks Luik                          | ?                                         |                                                                           |                                           |  |
| 1957/58 |        |        |        |        | ?      | Prov. reeks Luik                          | ?                                         |                                                                           |                                           |  |
| 1958/59 |        |        |        |        | ?      | Prov. reeks Luik                          | ?                                         |                                                                           |                                           |  |
| 1959/60 |        |        |        |        | ?      | Prov. reeks Luik                          | ?                                         |                                                                           |                                           |  |
| 1960/61 |        |        |        |        | ?      | Prov. reeks Luik                          | ?                                         |                                                                           |                                           |  |
| 1961/62 |        |        |        |        | ?      | Prov. reeks Luik                          | ?                                         |                                                                           |                                           |  |
| 1962/63 |        |        |        |        | ?      | Prov. reeks Luik                          | ?                                         |                                                                           |                                           |  |
| 1963/64 |        |        |        |        | ?      | Prov. reeks Luik                          | ?                                         |                                                                           |                                           |  |
| 1964/65 |        |        |        | 12     |        | Vierde Klasse A                           | 26                                        |                                                                           |                                           |  |
| 1965/66 |        |        |        | 16     |        | Vierde Klasse B                           | 13                                        |                                                                           |                                           |  |
| 1966/67 |        |        |        |        | ?      | Prov. reeks Luik                          | ?                                         |                                                                           |                                           |  |
| 1967/68 |        |        |        |        | ?      | Prov. reeks Luik                          | ?                                         |                                                                           |                                           |  |
| 1968/69 |        |        |        |        | ?      | Prov. reeks Luik                          | ?                                         |                                                                           |                                           |  |
| 1969/70 |        |        |        |        | ?      | Prov. reeks Luik                          | ?                                         |                                                                           |                                           |  |
| 1970/71 |        |        |        |        | ?      | Prov. reeks Luik                          | ?                                         |                                                                           |                                           |  |
| 1971/72 |        |        |        | 9      |        | Vierde Klasse B                           | 29                                        |                                                                           |                                           |  |
| 1972/73 |        |        |        | 4      |        | Vierde Klasse A                           | 36                                        |                                                                           |                                           |  |
| 1973/74 |        |        |        | 11     |        | Vierde Klasse B                           | 27                                        |                                                                           |                                           |  |
| 1974/75 |        |        |        | 16     |        | Vierde Klasse B                           | 18                                        |                                                                           |                                           |  |
| 1975/76 |        |        |        |        | ?      | Prov. reeks Luik                          | ?                                         |                                                                           |                                           |  |
| 1976/77 |        |        |        |        | ?      | Prov. reeks Luik                          | ?                                         |                                                                           |                                           |  |
| 1977/78 |        |        |        |        | ?      | Prov. reeks Luik                          | ?                                         |                                                                           |                                           |  |
| 1978/79 |        |        |        |        | ?      | Prov. reeks Luik                          | ?                                         |                                                                           |                                           |  |
| 1979/80 |        |        |        |        | ?      | Prov. reeks Luik                          | ?                                         |                                                                           |                                           |  |
| 1980/81 |        |        |        | 8      |        | Vierde Klasse D                           | 30                                        |                                                                           |                                           |  |
| 1981/82 |        |        |        | 4      |        | Vierde Klasse D                           | 34                                        |                                                                           |                                           |  |
| 1982/83 |        |        |        | 9      |        | Vierde Klasse D                           | 30                                        |                                                                           |                                           |  |
| 1983/84 |        |        |        | 12     |        | Vierde Klasse C                           | 25                                        |                                                                           |                                           |  |
| 1984/85 |        |        |        | 9      |        | Vierde Klasse C                           | 28                                        |                                                                           |                                           |  |
| 1985/86 |        |        |        | 6      |        | Vierde Klasse D                           | 32                                        |                                                                           |                                           |  |
| 1986/87 |        |        |        | 9      |        | Vierde Klasse D                           | 30                                        |                                                                           |                                           |  |
| 1987/88 |        |        |        | 10     |        | Vierde Klasse C                           | 29                                        |                                                                           |                                           |  |
| 1988/89 |        |        |        | 15     |        | Vierde Klasse C                           | 22                                        |                                                                           |                                           |  |
| 1989/90 |        |        |        |        | ?      | Prov. reeks Luik                          | ?                                         |                                                                           |                                           |  |
| 1990/91 |        |        |        |        | ?      | Prov. reeks Luik                          | ?                                         |                                                                           |                                           |  |
| 1991/92 |        |        |        |        | ?      | Prov. reeks Luik                          | ?                                         |                                                                           |                                           |  |
| 1992/93 |        |        |        | 15     |        | Vierde Klasse D                           | 16                                        |                                                                           |                                           |  |
| 1993/94 |        |        |        |        | ?      | Prov. reeks Luik                          | ?                                         |                                                                           |                                           |  |
| 1994/95 |        |        |        | 8      |        | Vierde Klasse D                           | 30                                        |                                                                           |                                           |  |
| 1995/96 |        |        |        | 1      |        | Vierde Klasse C                           | 59                                        |                                                                           |                                           |  |
| 1996/97 |        |        | 12     |        |        | Derde Klasse B                            | 36                                        |                                                                           |                                           |  |
| 1997/98 |        |        | 2      |        |        | Derde Klasse B                            | 62                                        | Promotie via eindronde                                                    |                                           |  |
| 1998/99 |        | 10     |        |        |        | Tweede Klasse                             | 40                                        |                                                                           |                                           |  |
| 1999/00 |        | 17     |        |        |        | Tweede Klasse                             | 22                                        |                                                                           |                                           |  |
| 2000/01 |        |        | 4      |        |        | Derde Klasse B                            | 51                                        | Verlies in eindronde, maar promotie door financiële problemen KV Kortrijk |                                           |  |
| 2001/02 |        | 8      |        |        |        | Tweede Klasse                             | 45                                        |                                                                           |                                           |  |
| 2002/03 |        | 6      |        |        |        | Tweede Klasse                             | 52                                        |                                                                           |                                           |  |
| 2003/04 |        | 13     |        |        |        | Tweede Klasse                             | 44                                        |                                                                           |                                           |  |
| 2004/05 |        | 16     |        |        |        | Tweede Klasse                             | 37                                        | Verlies in eindronde voor behoud tegen OH Leuven                          |                                           |  |
| 2005/06 |        |        | 5      |        |        | Derde Klasse B                            | 46                                        |                                                                           |                                           |  |
| 2006/07 |        |        | 9      |        |        | Derde Klasse B                            | 41                                        |                                                                           |                                           |  |
| 2007/08 |        |        | 5      |        |        | Derde Klasse B                            | 54                                        | Verlies in eindronde voor promotie tegen UR Namur                         |                                           |  |
| 2008/09 |        |        | 2      |        |        | Derde Klasse B                            | 59                                        | Verlies in eindronde voor promotie tegen ROC de Charleroi-Marchienne      |                                           |  |
| 2009/10 |        |        | 1      |        |        | Derde Klasse B                            | 71                                        |                                                                           |                                           |  |
| 2010/11 |        | 5      |        |        |        | Tweede Klasse                             | 51                                        |                                                                           |                                           |  |
| 2011/12 |        | 9      |        |        |        | Tweede Klasse                             | 44                                        |                                                                           |                                           |  |
| 2012/13 |        | 14     |        |        |        | Tweede Klasse                             | 36                                        |                                                                           |                                           |  |
| 2013/14 |        | 18     |        |        |        | Tweede Klasse                             | 13                                        |                                                                           |                                           |  |
| 2014/15 |        |        | 16     |        |        | Derde Klasse                              | 28                                        | Verlies in eindronde voor behoud tegen RRC Hamoir                         |                                           |  |

## Trainers
- 2008-2009  Marc Wuyts,  Casimir Jagiello
- 2009-2010  José Riga
- 2010-2011  José Riga
- 2011-2012  Vittorio Bevilacqua,  Marc Grosjean,  Loris Dominissini
- 2012-2013  Manuele Domenicali
- 2013-2014  Philippe Medery
- 2014  Terry Fenwick

## Bekende spelers
- Gilbert Bodart
- Guillaume Gillet
- Alexandre Di Gregorio
- Alain Koudou
- Christian Landu-Tubi
- Jan Moons
- Souleymane Oulare
- Roel van Hemert